# Xorides centromaculatus
Xorides centromaculatus är en stekelart som beskrevs av Joseph Augustine Cushman 1933. Xorides centromaculatus ingår i släktet Xorides och familjen brokparasitsteklar. Inga underarter finns listade i Catalogue of Life.